# Оба (Зъхна)
Оба (на гръцки: Ομπά) е обезлюдено село в Гърция, намиращо се на територията на дем Просечен, област Източна Македония и Тракия.

## География
Селото се намирало край Криводол (Калитеа).

## История
В XIX век Оба е турско село в Османската империя. Оба попада в Гърция в 1913 година. В 1913 и в 1920 година е регистрирано като напуснато село, което означава, че е пострадало силно от Балканските войни. Заличено е в 1928 година.
| Година    | 1913 | 1920 | 1928 | 1940 | 1951 | 1961 | 1971 | 1981 | 1991 | 2001 | 2011 | 2021 |
| --------- | ---- | ---- | ---- | ---- | ---- | ---- | ---- | ---- | ---- | ---- | ---- | ---- |
| Население | 0    | 0    |      |      |      |      |      |      |      |      |      |      |